# Zammer Tunnel (Schnellstraße)
Der Zammer Tunnel ist ein 1.060 m langer einröhriger Straßentunnel der Arlberg Schnellstraße S 16, er dient zusammen mit dem Perjentunnel der Umgehung der Orte Zams und Landeck.
Die ersten 246 Meter des Tunnels (von Westen) befinden sich in einer geschlossenen und in offener Bauweise errichteten Röhre. Die restlichen 814 m bestehen aus einer Galerie, welche außerhalb der offenen Tunnelseite einen Schallschutzdamm besitzt.